# Bělušice (Mosti járás)
Bělušice település Csehországban, a Mosti járásban. Bělušice Raná, Kozly, Libčeves, Bečov és Skršín településekkel határos. Lakosainak száma 221 fő (2024. január 1.).

## Népesség
A település lakosságának változását az alábbi diagram mutatja:
| Lakosok száma | 604  | 682  | 655  | 304  | 249  | 895  | 216  | 219  | 798  | 221  |
|               | 1869 | 1900 | 1921 | 1961 | 1980 | 2011 | 2016 | 2019 | 2021 | 2024 |